# Eriocalcita
L'eriocalcita és un mineral de la classe dels halurs. Rep el seu nom del grec έριου, llana, i χαλκός, coure, en al·lusió a la forma d'agregació del material trobat originàriament al Vesuvi. També és coneguda amb els termes eritrocalcita i antofagastita.

## Característiques
L'eriocalcita és un halur de fórmula química CuCl₂(H₂O)₂. Cristal·litza en el sistema ortoròmbic. Es troba en forma d'agregats que recorden a la forma dels líquens, amb cristalls allargats en [01]. El centre d'aquests agregats és ocupat per petits cristalls, profundament acanalats semblant a capitells, sovint doblegats o corbats en la seva totalitat de la mateixa manera que les "flors" de guix. Es troba també en forma d'agregats similars a la llana. La seva duresa a l'escala de Mohs és 2,5.
Segons la classificació de Nickel-Strunz, l'eriocalcita pertany a «03.BB - Halurs simples, amb H₂O, amb proporció M:X = 1:2» juntament amb els següents minerals: rokühnita, bischofita, niquelbischofita, sinjarita, antarcticita i taquihidrita.

## Formació i jaciments
Es troba en forma d'incrustacions al voltant de les fumaroles, o com a producte de l'erosió en un dipòsit de sulfur de coure en un clima àrid. Sol trobar-se associada a altres minerals com: melanotal·lita, euclorina, calcocianita, dolerofanita, atacamita, bandylita, tenorita o tolbachita.
Va ser descoberta l'any 1870 a les fumaroles volcàniques actives del Vesuvi, a la província de Nàpols (Campania, Itàlia).